# Valente Arellano
Valente Arellano (Torreón, Coahuila, 30 de agosto de 1964 – 4 de agosto de 1984) foi um toureiro mexicano.